# Église Saint-Nicolas de Septfontaines
Pour les articles homonymes, voir Église Saint-Nicolas et Saint-Nicolas.
L’église Saint-Nicolas de Septfontaines est une église située à Septfontaines dans le département français du Doubs.

## Histoire
L'église romane préexistante a été profondément modifiée au XVe siècle pour adopter un style gothique, attesté par la présence de voûtes d'ogives. En 1731, le chœur est remanié pour être au goût du jour et, en 1748, une chapelle est ajoutée. La châsse de sainte Victoire, translatée de Rome, est exposée depuis le 7 juin 1838,. Un pèlerinage, en son honneur, s'y déroula jusqu'à la seconde guerre mondiale. C'est lors de celui de 1938 (centenaire), que le chemin de croix, peint par Robert Fernier, a été inauguré.
L'église Saint-Nicolas de Septfontaines fait l’objet d’une inscription au titre des monuments historiques depuis le 8 juin 1926.

## Rattachement
L'église fait partie de la paroisse de Levier qui est rattachée au diocèse de Besançon.

## Architecture

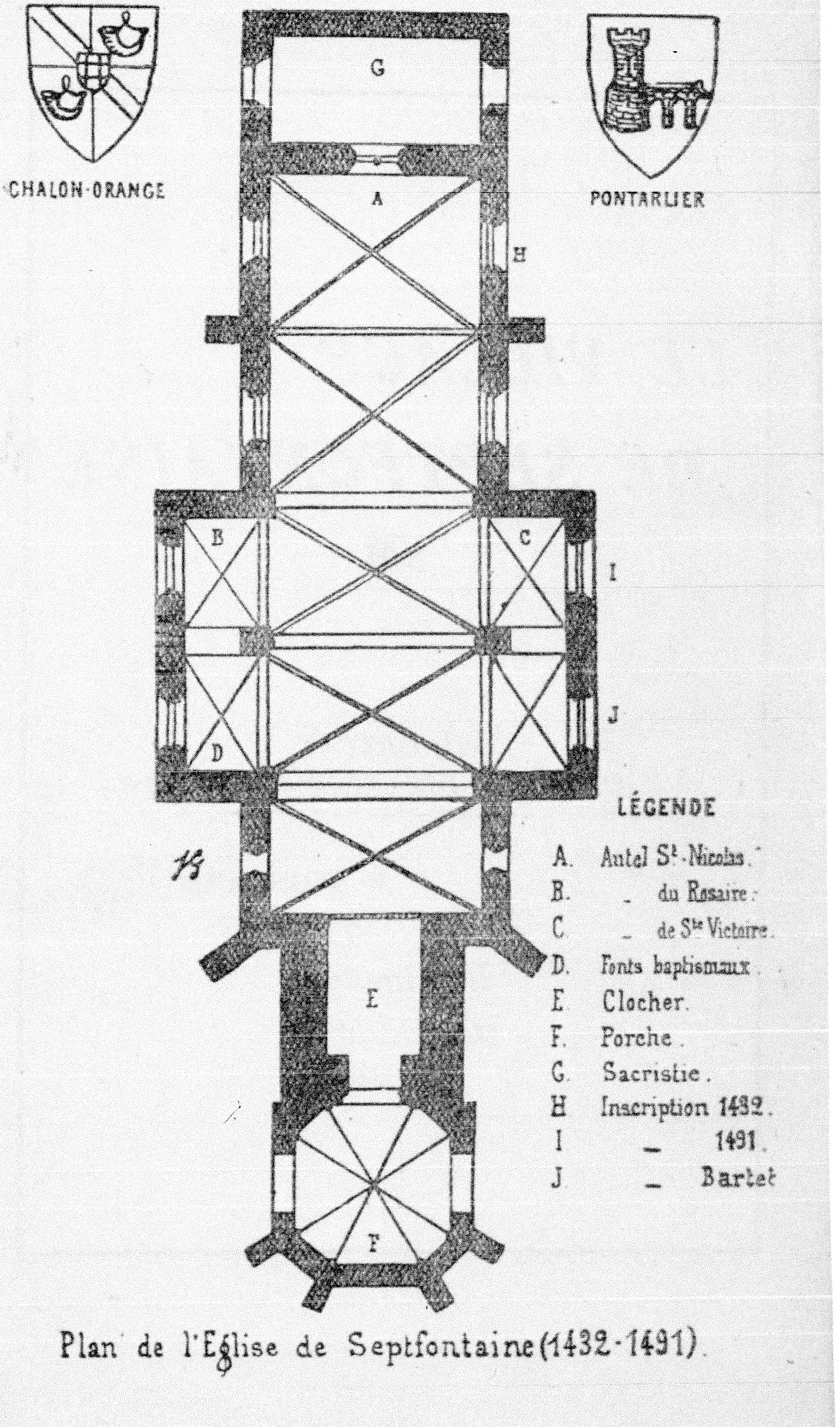
Plan de l'église

L'église possède une tour-clocher dont la base serait le vestige de l'église romane du XIIe siècle. Le porche adjacent est de forme octogonale et précède un vestibule. L'église possède trois travées avec voûtes en ogives et 5 chapelles latérales (4 d'origine, la 5e en 1748), formant les bas-côtés.

## Mobilier

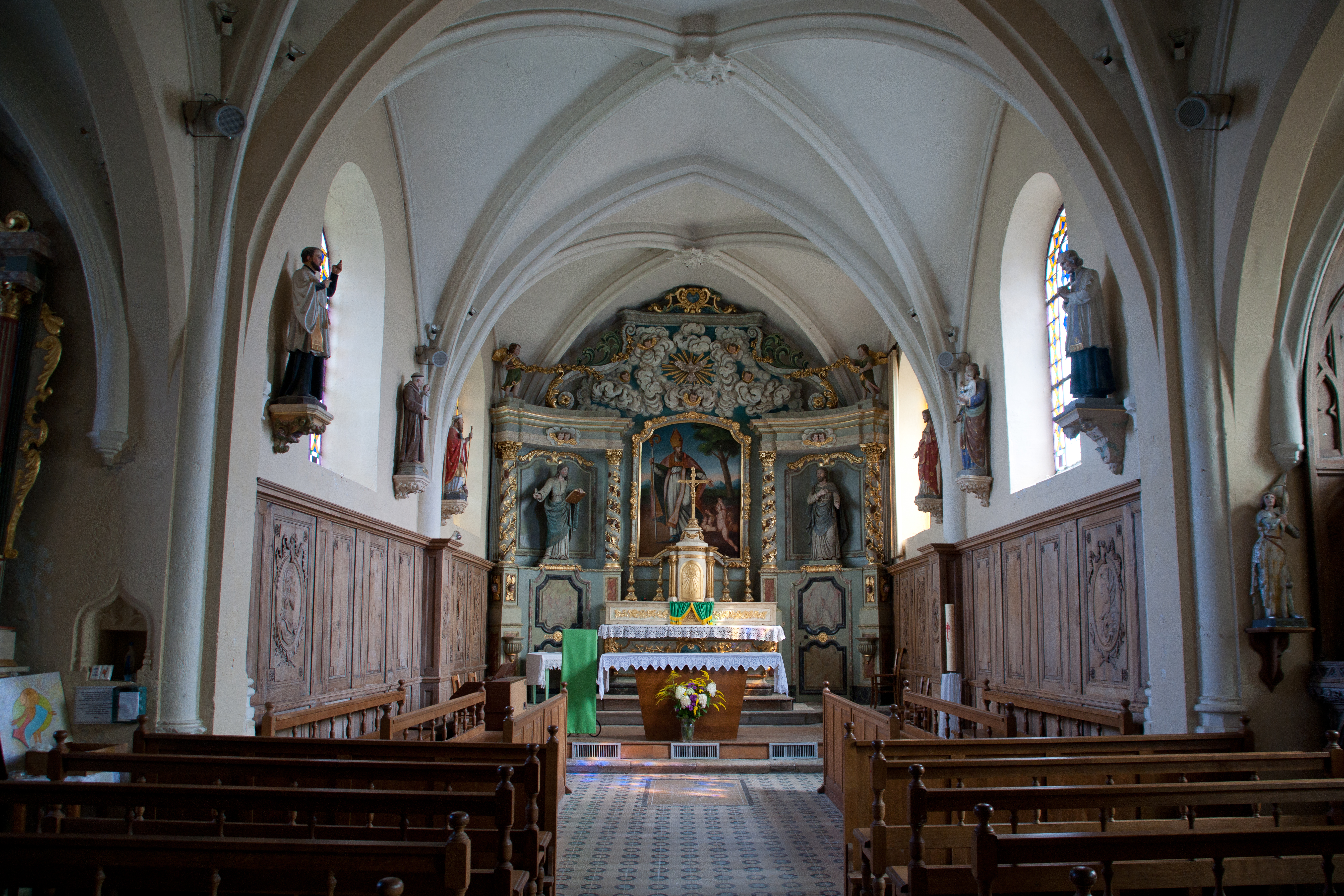
L'ensemble du maître-autel

L'église possède un mobilier remarquable. Parmi les éléments de mobilier, plusieurs possèdent une protection à titre objet des monuments historiques:
- une cloche en bronze, datée de 1694, du fondeur Alexis Jolly, qui serait issue de l'ancienne basilique Saint-Étienne-de-la-Citadelle à Besançon. La cloche est classée  à titre objet des monuments historiques depuis le 29 octobre 1942[7]
- l'ensemble du maître-autel datant du XVIIIe siècle, du sculpteur Augustin Fauconnet. L'ensemble est classé à titre objet des monuments historiques depuis le 23 mai 1979[8]
- une chaire à prêcher datant du XVIIIe siècle, classée à titre objet des monuments historiques depuis le 23 mai 1979[9]
- des lambris de revêtement datant du XVIIIe siècle, comportant des bas-reliefs sculptés, classés à titre objet des monuments historiques depuis le 23 mai 1979[10]
- l'ensemble retable de l'autel latéral gauche datant du XIXe siècle, classé à titre objet des monuments historiques depuis le 23 mai 1979[11]
- un confessionnal[12], les fonts baptismaux[13], un christ en croix[14], et une statue de la Vierge[15], datant des XVIIIe et XIXe siècles inscrits à titre objet des monuments historiques depuis le 31 août 1979

## Reliquaire de sainte Victoire de Rome
Placé dans le collatéral sud. Le corps de la sainte est présenté à l'intérieur d'une châsse vitrée : vêtue d'une tunique blanche brodée, elle est allongée sur des coussins de velours, garnis de galons et de pompons ; sa tête est ornée d'une couronne faite de perles et de fleurs. Les ossements sont  disposés sous le vêtement dans leur situation naturelle ; les parties apparentes du corps ont été modelées à la cire.